# Aeropuerto Internacional Coronel FAP Carlos Ciriani Santa Rosa
El Aeropuerto Internacional Coronel FAP Carlos Ciriani Santa Rosa (IATA:TCQ, OACI:SPTN), sirve a la ciudad peruana de Tacna. Actualmente es administrado por el consorcio peruano-argentino Aeropuertos Andinos del Perú quien obtuvo la buena pro de la concesión del aeropuerto por un período de 25 años, desde 2010.
Está ubicado a 5 kilómetros de la ciudad de Tacna, fronteriza con Chile. Es el principal aeropuerto del departamento de Tacna.

## Historia

### Construcción

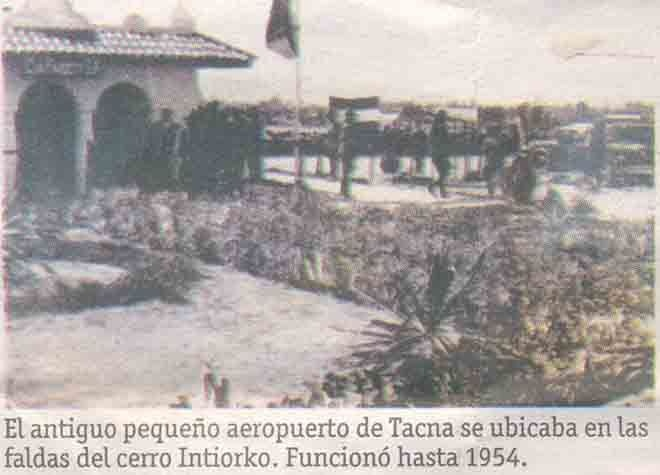
Rudimentaria fotografía del antiguo aeródromo de la ciudad de tacna.

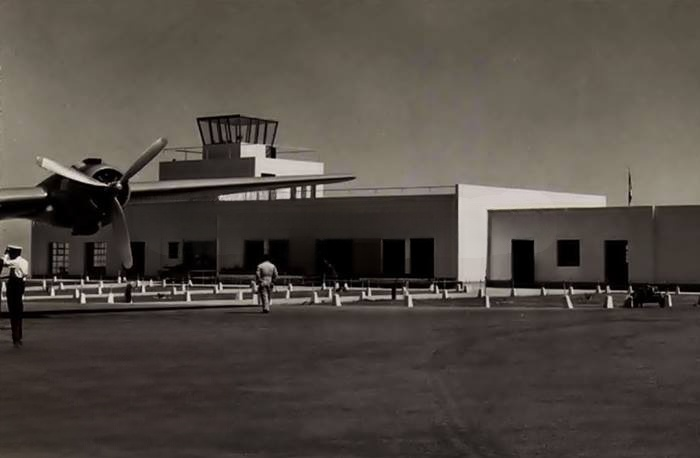
Fotografía del aeropuerto en el año de la inauguración 1956.

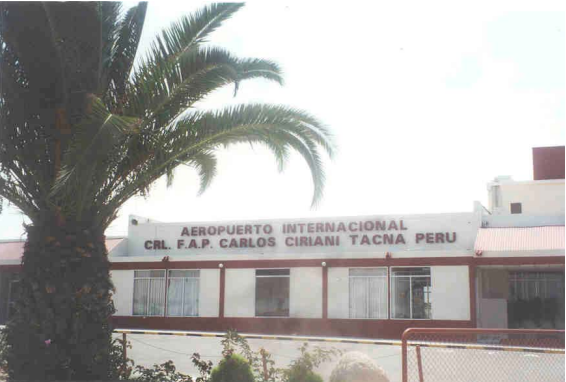
Vista de la terminal del aeropuerto en los años 2002.

El aeropuerto fue concebido en el año 1956 para reemplazar el antiguo aeródromo de Tacna, que estaba ubicado a las faldas del cerro Intiorko. Fue inaugurado en el año 1954 en la gestión del Presidente Manuel A. Odría, siendo el 28 de agosto de 1956 el inicio de sus operaciones. El Coronel FAP Carlos Ciriani Santa Rosa y su esposa mueren trágicamente en un accidente de aviación regresando de un viaje a la Argentina. Su hermano Enrique, excombatiente del escuadrón aéreo en el conflicto con el Ecuador, en 1941, hizo gestiones para que se denominara al aeródromo de Tacna con el nombre de su hermano Carlos. Pasando la denominación al aeropuerto internacional cuando este fue creado.

### Concesión
Por decisión del Gobierno del Perú, el 5 de enero de 2011, se celebró el Contrato de Concesión del Segundo Grupo de Aeropuertos de Provincia de la República del Perú, siendo suscrito por la empresa Aeropuertos Andinos del Perú S.A. – AAP (en adelante, el Concesionario) y el Estado Peruano, representado por el Ministerio de Transportes y Comunicaciones – MTC (en adelante, el Concedente). La concesión incluye los aeropuertos de Arequipa, Ayacucho, Juliaca (Puno), Puerto Maldonado (Madre de Dios) y Tacna.

### Obras y proyectos

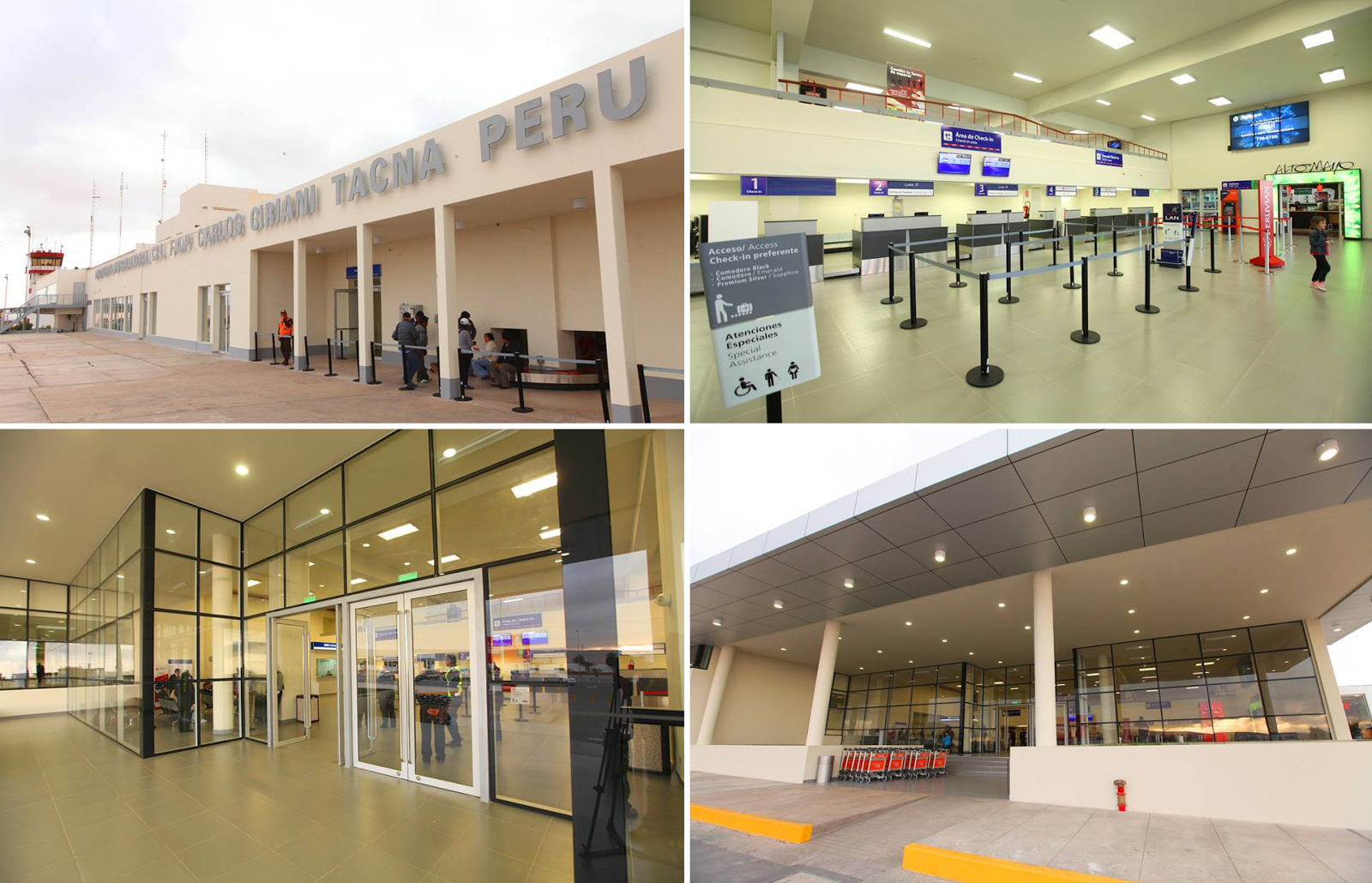
Collage de las remodelacións hechas al aeropuerto.

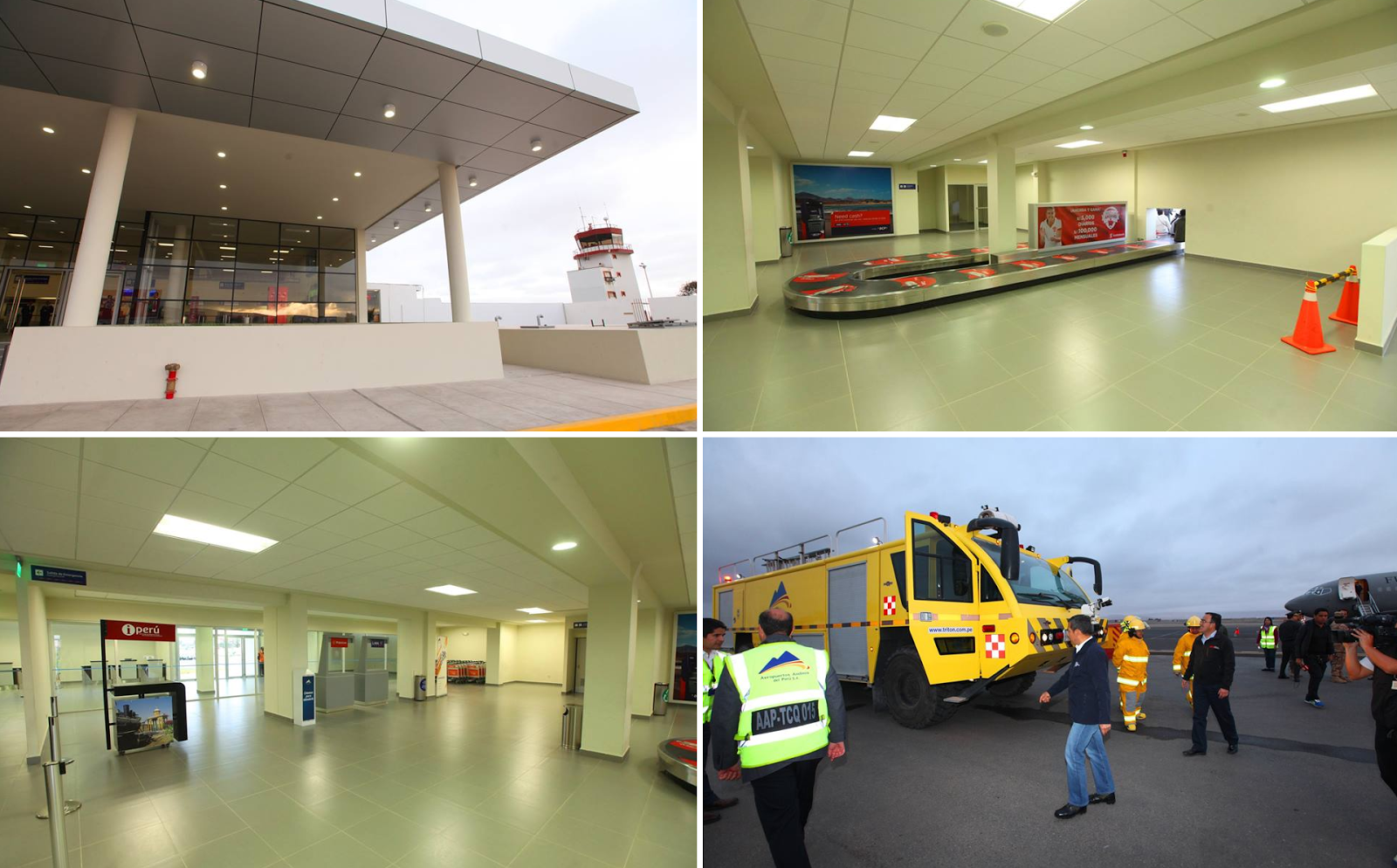
Collage de las remodelacións hechas al aeropuerto.

En septiembre de 2014 se inauguraron las obras de remodelación de este aeropuerto, con una inversión de S/.50 millones se concretó el  mejoramiento del aeropuerto internacional.
Se rehabilitó la pista de aterrizaje, cuya inversión asciende a S/. 35.8 millones.  También se realizó la ampliación del terminal, salas de embarque y espera. 

## Categoría operacional

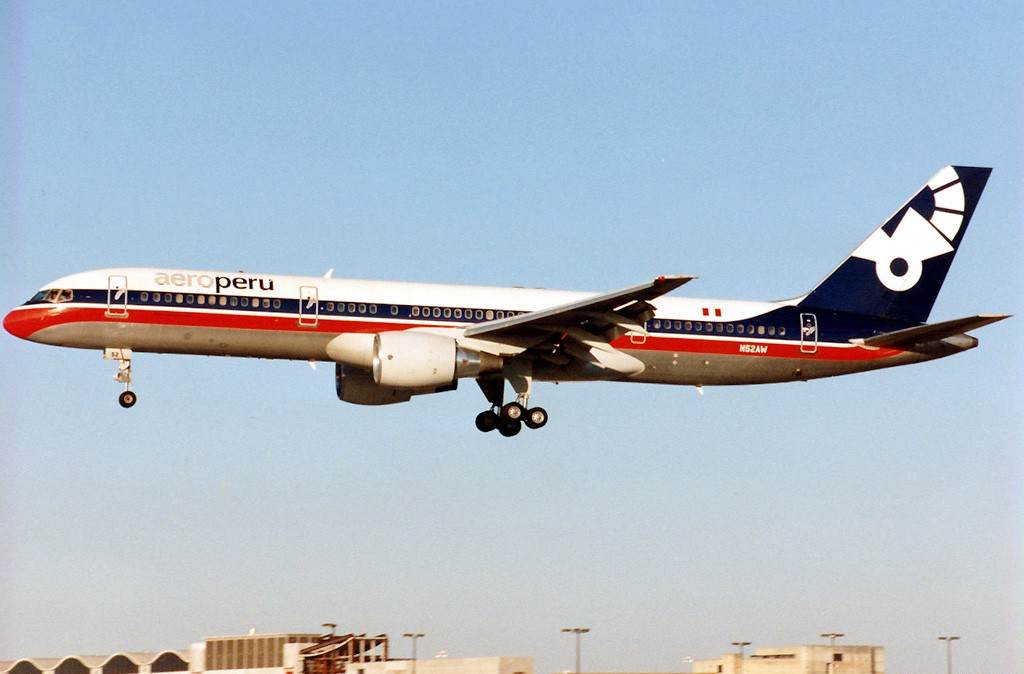
Boeing 757 de la aerolínea Aeroperu como los que fueron utilizados durante la existencia de la ruta con destino a guayaquil.

En la actualidad el Aeropuerto Internacional Carlos Ciriani posee la categoría 4E, según la Organización de Aviación Civil Internacional, lo cual lo califica como un aeropuerto capacitado para recibir aviones de fuselaje ancho, como el Boeing B747, Airbus A330, Boeing 787 y el Boeing 777

## Posiciones de estacionamiento de aeronaves
El Aeropuerto Internacional  Carlos Ciriani Santa Rosa cuenta con 4 posiciones remotas, se está planeando a futuro instalar un sistema conformado por 2 mangas de acceso.

## Servicios al pasajero

### Información turística
Para información turística se disponen de módulos de Iperú, ubicados en llegadas nacionales e internacionales y salidas nacionales e internacionales. Allí se reparte material informativo gratuito además de información sobre los principales destinos turísticos del Perú.

### Infraestructura hotelera y comercial
- Duty Free: Es zona de compras libre de impuestos. Este se encuentra camino a la sala de embarque pasando el control de seguridad. Uno de los concesionarios es la empresa local dedicada al comercio de duty free DPG Duty free que alberga una sección donde se puede encontrar joyería y perfumería de reputadas marcas.

### Salones vip
El aeropuerto dispone de Salón VIP con acceso para pasajeros que dispongan una tarjeta Priority Pass:
- Andes Salón VIP: Para público en general. Ingreso solamente con tarjetas de crédito acreditadas y membresías de Priority Pass.

En el año 2019 fue abierto, este forma parte de la cadena de salones VIP de Aeropuertos andinos del Perú.

## Aerolíneas y destinos
| Aerolíneas                            | Ciudades             | Aeronave                                 | Alianza |
| ------------------------------------- | -------------------- | ---------------------------------------- | ------- |
| LATAM Perú 1 destino                  | Nacionales: (1) Lima | Airbus A319, Airbus A320, Airbus A320Neo |         |
| Sky Airline Perú 1 destino estacional | Nacionales: (1) Lima | Airbus A320Neo                           |         |

### Destinos nacionales
| Lima (1 destino, 2 aerolíneas) |                                       |                             |
| Lima                           | Aeropuerto Internacional Jorge Chávez | LATAM Perú Sky Airline Perú |

## Aerolíneas que cesaron operación

### Aerolíneas extintas
| Aerolíneas            | Destinos                                             |
| --------------------- | ---------------------------------------------------- |
| Aero Cóndor           | Domésticos.                                          |
| Aero Continente       | Domésticos. - Santiago de Chile                      |
| Aviandina             | Domésticos.                                          |
| Peruvian Airlines     | Domésticos.                                          |
| SATCO                 | Domésticos.                                          |
| Star Peru             | Domésticos.                                          |
| LANSA                 | Domésticos.                                          |
| AeroPerú              | Domésticos - Aeropuerto Internacional El Alto La Paz |
| Aero Santa            | Domésticos.                                          |
| Aero Tumi             | Domésticos.                                          |
| Viva Air Perú         | Domésticos.                                          |
| Faucett Perú          | Domésticos.                                          |
| Wayra Perú            | Domésticos.                                          |
| TANS Perú             | Domésticos.                                          |
| Aero Chasqui          | Domésticos.                                          |
| Americana de aviación | Domésticos - Córdoba - Mendoza.                      |
| / Panagra             | Domésticos.                                          |
| Southern Winds        | Córdoba.                                             |
| Lan Chile             | Santiago de Chile.                                   |

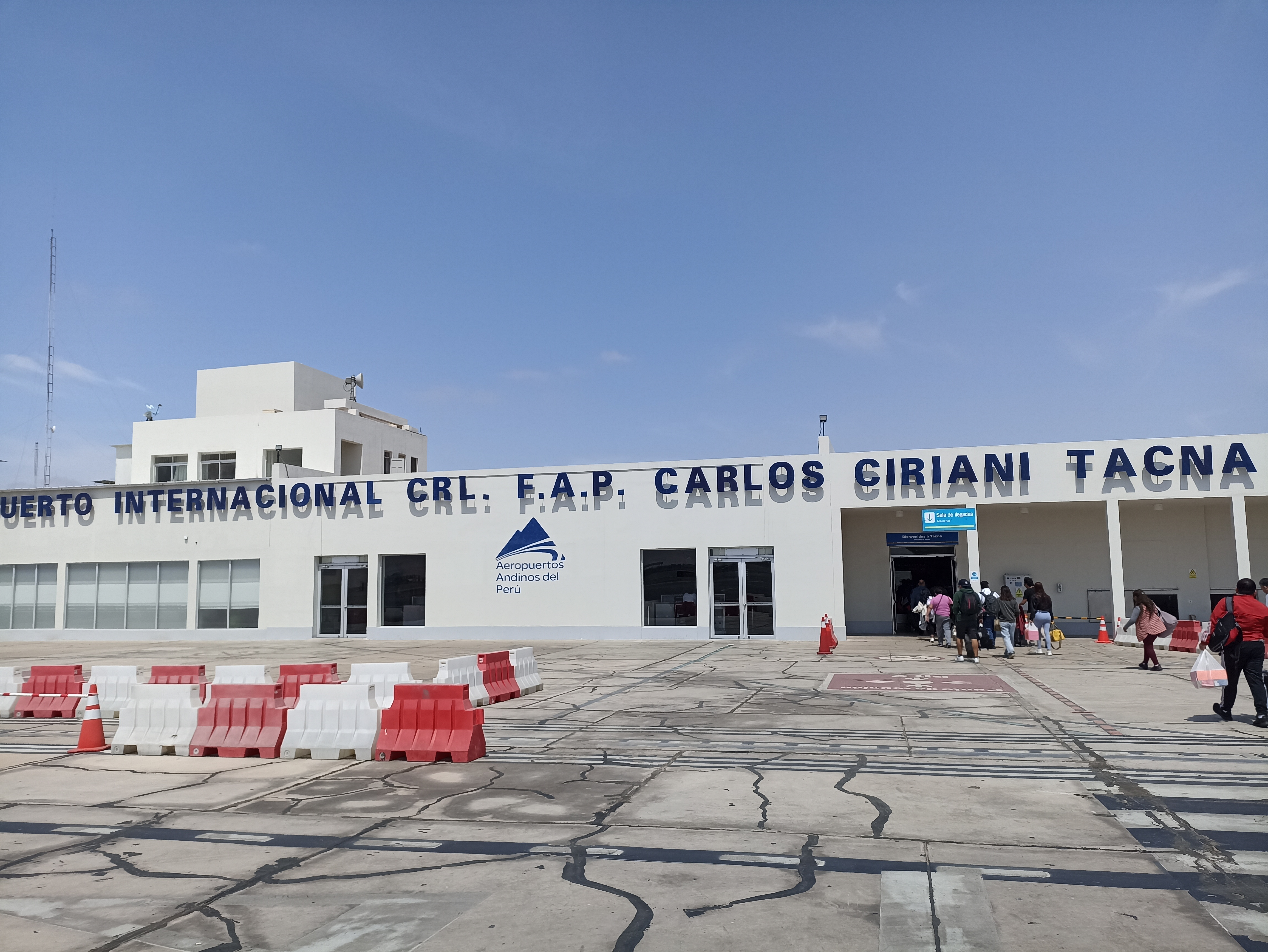
Sede post aterrizaje
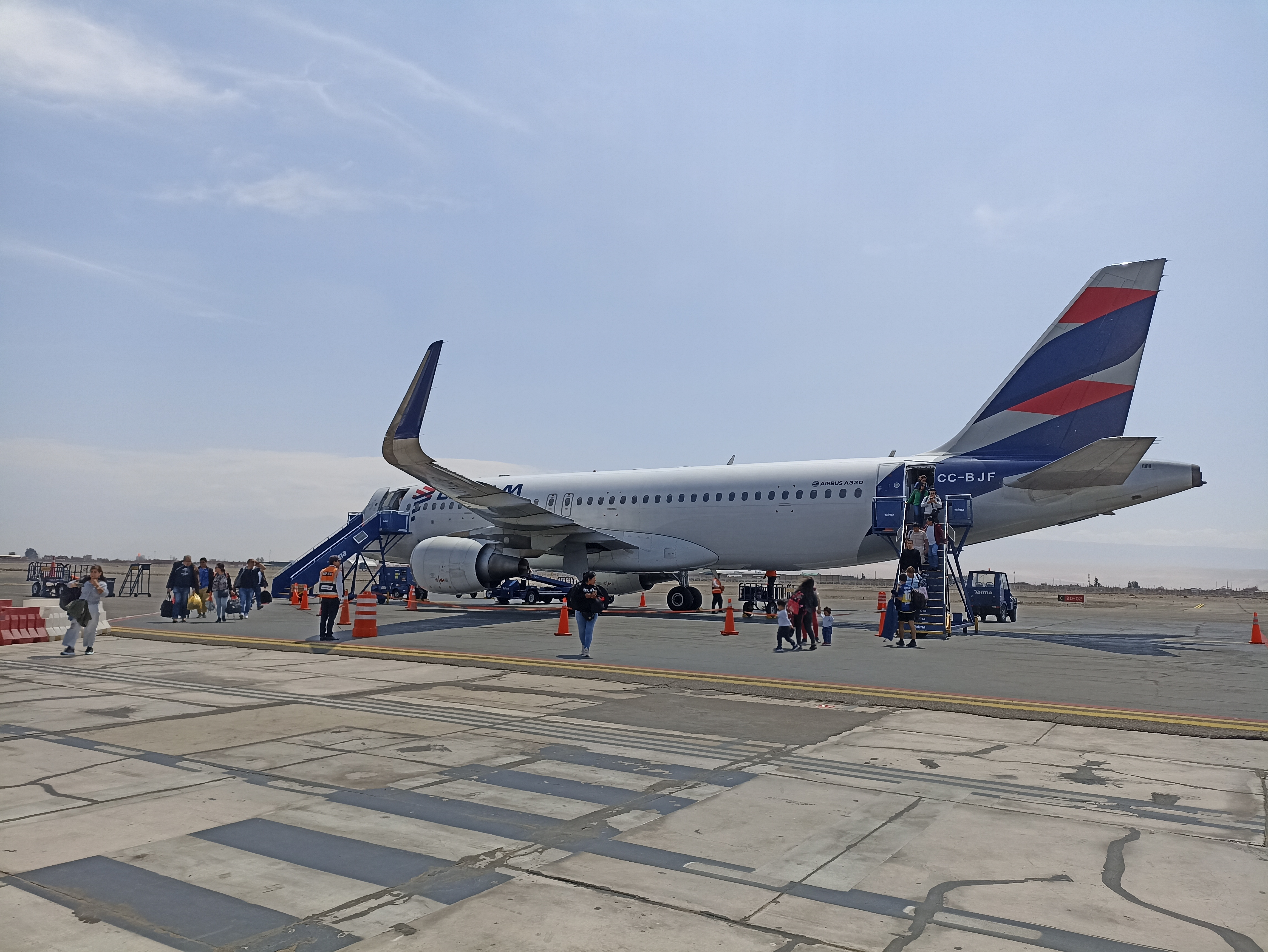
Avion Airbus A320 en Tacna
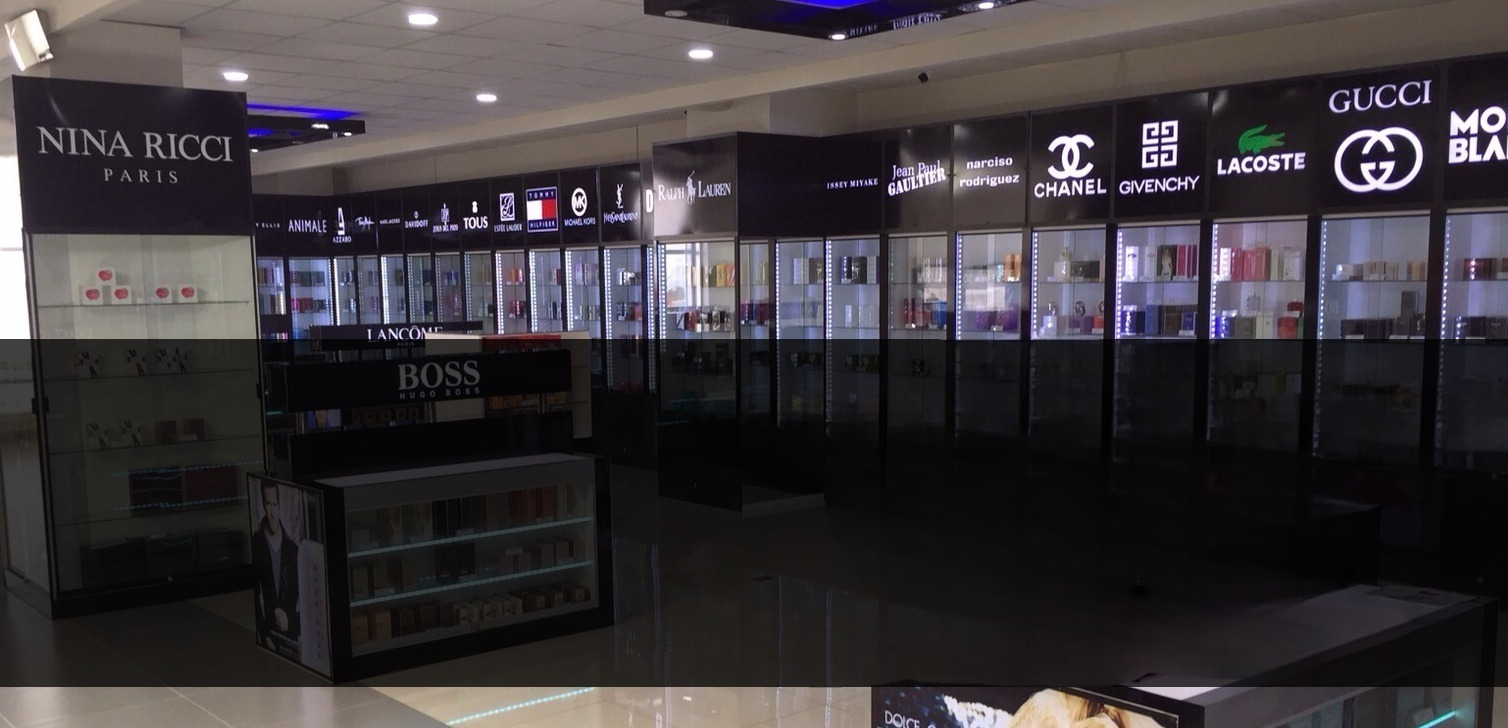
Zona comercial - libre impuestos
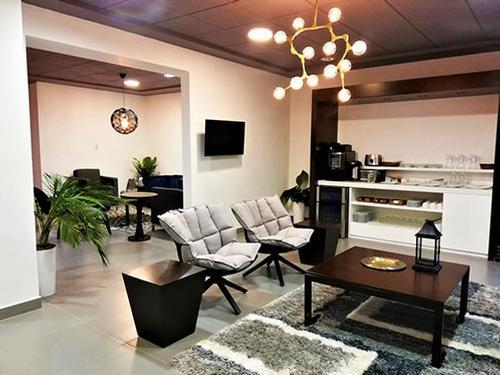
Andes Salón VIP